# Rhopalapion
Genre
Rhopalapion est un genre d'insectes curculionoïdes de l'ordre des coléoptères et de la famille des Brentidae (anciennement des Apionidae).

## Liste des espèces rencontrées en Europe
Ce genre ne comprend en Europe qu'une espèce :
- Rhopalapion longirostre (Olivier, 1807) apion des roses trémières.

## Espèces selonBioLib
- Rhopalapion celatum Giusto, 2021
- Rhopalapion longirostre (Olivier, 1807)